# Aleksej Ivanovič Kandinskij
Aleksej Ivanovič Kandinskij (in russo Алексей Иванович Канди́нский?; 24 febbraio 1918 – 4 ottobre 2000) è stato un musicologo russo, nipote del pittore Vasilij Vasil'evič Kandinskij.

## Biografia
Dal 1935 al 1939 studiò all'Ippolitov-Ivanov College of Music di Mosca, dove fu allievo di Vasilj Nikolaevič Argmakov.
Dopo aver servito l'esercito sovietico nella seconda guerra mondiale, continuò a i suoi studi al conservatorio di Mosca, dove si laureò nel 1956. Dopo la laurea, divenne docente del conservatorio di Mosca.